# Maremna
La Maremna, (en occità: Maremna, en francès: Maremne) és un parçan o comarca d'Occitània situat a la Gascunya. La seva vil·la principal és Capberton. La Maremna es correspon amb les terres de l'antiga jurisdicció feudal gascona del Vescomtat de Maremna.
Segons la proposta de divisió territorial d'Occitània del diari Jornalet, basada en l'obra de Frederic Zégierman Le Guide des pays de France, la Maremna estaria ubicada a la regió de la Gascunya, subregió de Landes i Labrit.
Oficialment, les comunes de la Maremna estan adscrites administrativament al departament francès de les Landes (sud-oest), a la regió administrativa de Nova Aquitània.
Geogràficament, es considera que la Maremna és un dels sis parçans gascons que formen part de la regió natural de les Landes de l'Ador.